# Pocadicnemis
Pocadicnemis is een geslacht van spinnen uit de familie hangmatspinnen (Linyphiidae).

## Soorten
De volgende soorten zijn bij het geslacht ingedeeld:
- Pocadicnemis americana Millidge, 1976
- Pocadicnemis carpatica (Chyzer, 1894)
- Pocadicnemis desioi Caporiacco, 1935
- Pocadicnemis jacksoni Millidge, 1976
- Pocadicnemis juncea Locket & Millidge, 1953
- Pocadicnemis occidentalis Millidge, 1976
- Pocadicnemis pumila (Blackwall, 1841)